# Састре, Инес
Ине́с Са́стре (исп. Inés Sastre; родилась 21 ноября 1973, Вальядолид, Испания) — испанская модель и актриса, наиболее известная по фильму «Потерянный город» режиссёра Энди Гарсиа.

## Биография
Уже в 12 лет Инес была выбрана для рекламного фильма сети McDonald’s. В 1988 состоялась её дебютная роль в кино в фильме Карлоса Сауры «Эльдорадо», а в следующем году она выиграла один из конкурсов группы модельных агентств Elite, но вместо того, чтобы продолжить модельный бизнес Састре выбрала учёбу в Сорбонне. Благодаря учёбе Инес бегло говорит на французском, английском и итальянском языках.
В 1996 году, сменив Изабеллу Росселлини, Инес становится представительницей аромата Trésor от компании Lancôme, а в 1997 становится обладательницей «Приза моды» на Парижском конкурсе моды (Paris' Fashion Awards). В дальнейшем Састре работает с ЮНЕСКО, принимает участие в многочисленных показах моды, активно снимается в рекламе. В 2000 году Инес становится популярной в Италии, где она вместе с Фабио Фацо вела музыкальный фестиваль в Сан-Ремо.
Инес была лицом обложек таких журналов, как Marie Claire, Elle, ¡Hola!, Vogue, Telva, Red (Великобритания), Luna (Германия), Rolling Stone, Woman, Femme, ES, Blanco y Negro (Испания), GQ, Cosmopolitan, Linea и др.
В 2006 Инес выходит замуж за Александро Корриаса, которому рожает сына Диего. Спустя год супруги по обоюдному согласию подают на развод.
Састре является посланницей детского фонда ООН. Играет в гольф на различных благотворительных соревнованиях в помощь нуждающимся детям.

## Фильмография
- 1988 — Эльдорадо / El Dorado — Эльвира
- 1989 — Побег из рая / Fuga dal paradiso (ТВ) — Беатриче
- 1989 — Жанна д’Арк Монголии / Johanna D’Arc of Mongolia — Джованна
- 1995 — Сабрина / Sabrina — модель
- 1995 — За облаками / Al di là delle nuvole — Кармен
- 1998 — Граф Монте-Кристо (сериал) / Le comte de Monte Cristo — Гайде
- 1998 — Шафер / Il testimone dello sposo — Франческа Бабини
- 2000 — Возлюбленная Борхеса / Un amor de Borges — Эстела Канто
- 2001 — Видок / Vidocq — Прэя
- 2001 — Миссия в Марбелью / Misión en Marbella — певица
- 2001 — Друиды / Vercingétorix — Эпона
- 2003 — Variaciones 1/113
- 2003 — Коварный лис (ТВ) / Volpone — Коломба Бертуччо
- 2003 — Разве я? / Io no — Лаура
- 2005 — Потерянный город / Lost City, The — Аурора Фейов
- 2007 — Ужин, чтобы познакомить их / La cena per farli conoscere — Инес Ланца